# Pierre Villeminot
Pierre Villeminot (*  14. April 1913 in Clerval; † 17. April 1945 in Koselitz) war ein französischer Schriftsteller, Dichter und Widerstandskämpfer.

## Leben
Villeminot wurde in der französischen Gemeinde  Clerval geboren und durch den bald beginnenden Ersten Weltkrieg zum Halbwaisen. Ab 1933 arbeitete er beim Autohersteller Talbot als Ingenieur. Seinen Wehrdienst absolvierte Villeminot beim 35e régiment d’infanterie in Belfort.
Bereits zu Beginn des Zweiten Weltkrieges und der damit verbundenen Kriegserklärung Frankreichs an Deutschland wurde Villeminot am 2. September 1939 zum Kriegsdienst einberufen, wo er im Elsass eingesetzt war. Nach dem Zusammenbruch der französischen Front floh er im Juni 1940 in die Schweiz, kehrte aber im Januar des Folgejahres nach Frankreich zurück, wo er Kontakte zur Résistance knüpfte.
Pierre Villeminot hielt sich zunächst in der von Deutschland unbesetzten Zone im Süden den Landes auf, überquerte aber bald die Demarkationslinie, um in sein Heimatdorf Clerval zu gelangen. Hier organisierte und verübte er Sabotageakte und legte in Eigeninitiative heimlich ein Waffenlager an, in dem er Waffen, welche nach der Niederlage der französischen Armee auf dem Grund des Flusses Doubs versenkt worden waren, nachts mit Hilfe eines kleinen Bootes hob und anschließend reparierte. Außerdem versteckte er verfolgte Widerstandskämpfer und sorgte für ihre Verpflegung. Dafür wurde Villeminot 1942  zum Leutnant in der Groupe Valmy von Pierre Georges (alias Colonel Fabien) ernannt.

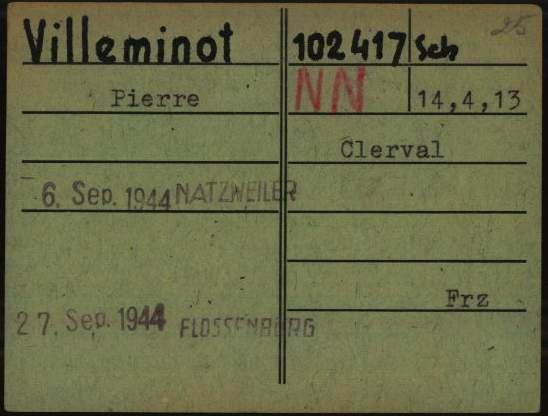
Registrierungskarte von Pierre Villeminot als Gefangener im nationalsozialistischen Konzentrationslager Dachau

Schließlich wurden Villeminot gemeinsam mit seiner Frau Yvonne im Oktober 1942 von der französischen Polizei #Koselitz|verhaftet und an die Gestapo ausgeliefert. Zunächst kamen beide in das Gefängnis La Butte in Besançon. Man entdeckte bald, dass die Widerstandsgruppe um Villeminot weit größer war, als angenommen und  fand das beeindruckende Waffenarsenal, welches die Truppe angelegt hatte. In der Folgezeit kam es zu mehr als dreißig Verhaftungen und Pierre Villeminot wurde zu einer lebenslangen Haftstrafe verurteilt. Villeminot saß vom 28. Februar bis 13. Juli 1943 im Fort Romainville in Romainville ein. Anschließend wurde er in das KZ Natzweiler-Struthof im Elsass verlegt, von hier im September 1944 aus nach Dachau und kurz darauf in ein Außenlager des KZs Flossenbürg im nordsächsischen Gröditz.

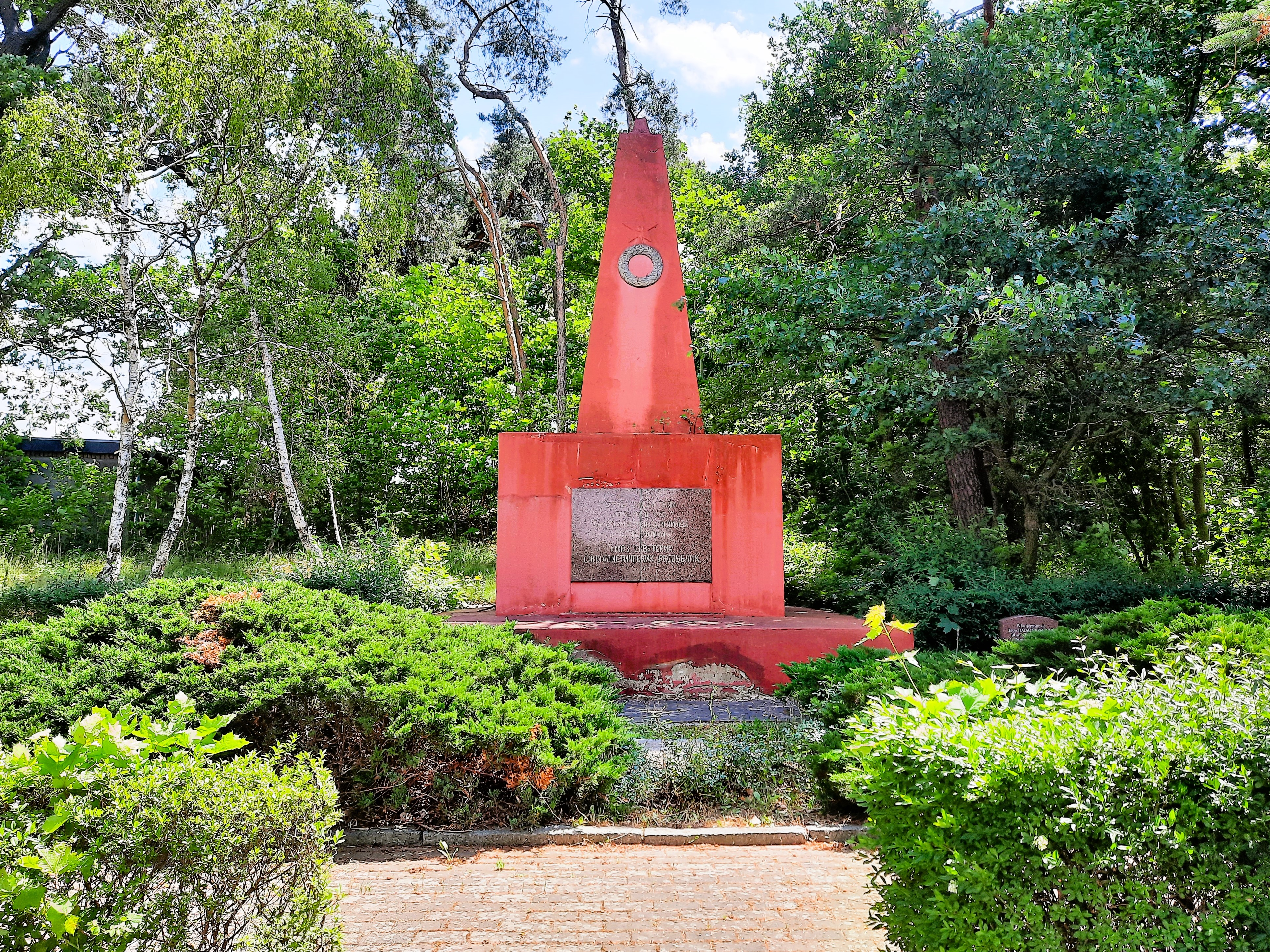
Ehrenmal für die Opfer des Massakers vom 17. April 1945 im sächsischen Koselitz.

Pierre Villeminot wurde noch kurz vor Ende des Krieges am 17. April 1945 Opfer eines Massakers, welches an 188 Insassen des Lagers in einem Steinbruch unweit der kleinen Gemeinde Koselitz verübt wurde, als amerikanische Streitkräfte nur noch etwa achtzehn Kilometer vom Lager entfernt waren. Von Villeminot selbst fand man in Koselitz nur noch eine Jacke mit seiner letzten Häftlingsnummer 28301.
Seine Frau Yvonne, welche den Zweiten Weltkrieg überlebte, besuchte gemeinsam mit Fernand Traver (1906–1979) im Juni 1945 den Ort des Geschehens. Fernand Traver war ein überlebender Mithäftling ihres Mannes, der später bei den Nürnberger Prozessen zum Massaker bei Koselitz aussagte.

## Literarisches Werk
Yvonne Villeminot veröffentlichte 1984 den autobiografischen Roman „Nélida“, welchen ihr sich bereits früh für Literatur interessierender Mann im Alter von 20 Jahren verfasste und welcher im Folgejahr mit dem Prix Louis Pergaud ausgezeichnet wurde.
Das 1985 erschienene Werk „Si je reviens“ enthält Auszüge aus Tagebüchern und  von Villeminot verfassten Briefen, die durch Erinnerungen  von Yvonne Villeminot ergänzt wurden.

## Andenken
Im Museum der Résistance und der Déportation, welches sich in der Zitadelle der französischen Stadt Besançon befindet, wird unter anderem mit Ausstellungsstücken, wie Briefen, zeitgenössischen Dokumenten und Fotos an das Wirken und Schicksal Pierre Villeminots erinnert.
In Besançon wurde außerdem die „Rue Pierre Villeminot“ nach dem Widerstandskämpfer benannt.